# Collegio di Bromley and Biggin Hill
Bromley and Biggin Hill è un collegio elettorale situato nella Grande Londra, e rappresentato alla Camera dei comuni del Parlamento del Regno Unito. Elegge un membro del parlamento con il sistema first-past-the-post, ossia maggioritario a turno unico; l'attuale parlamentare è Peter Fortune del Partito Conservatore, che rappresenta il collegio dal 2024.

## Estensione
Il collegio copre i seguenti ward elettorali del borgo londinese di Bromley: Bickley and Sundridge; Biggin Hill; Bromley Common and Holwood; Bromley Town; Darwin (distretto elettorale DAR1); Hayes and Coney Hall; Plaistow; Shortlands and Park Langley (distretto elettorale SHP5X).

## Membri del parlamento
| Elezione | Elezione | Deputato      | Partito      |
| -------- | -------- | ------------- | ------------ |
|          | 2024     | Peter Fortune | Conservatore |

## Elezioni

### Elezioni negli anni 2020
| Partito                    | Partito                                         | Candidato                  | Risultati 4 luglio 2024 | Risultati 4 luglio 2024 |
| Partito                    | Partito                                         | Candidato                  | Voti                    | %                       |
| -------------------------- | ----------------------------------------------- | -------------------------- | ----------------------- | ----------------------- |
|                            | Conservatore                                    | Peter Fortune              | 15 929                  | 34,05                   |
|                            | Laburista                                       | Oana Olaru-Holmes          | 15 627                  | 33,40                   |
|                            | Reform UK                                       | Alan Cook                  | 8 203                   | 17,53                   |
|                            | Lib Dem                                         | Julie Ireland              | 4 352                   | 9,30                    |
|                            | Verdi                                           | Caroline Sandes            | 2 583                   | 5,52                    |
|                            | Climate                                         | Karen Miller               | 94                      | 0,20                    |
|                            |                                                 |                            |                         |                         |
| Iscritti                   | Iscritti                                        | Iscritti                   | 70 713                  | 100,00                  |
| ↳ Votanti (% su iscritti)  | ↳ Votanti (% su iscritti)                       | ↳ Votanti (% su iscritti)  | 46 788                  | 66,17                   |
| ↳ Astenuti (% su iscritti) | ↳ Astenuti (% su iscritti)                      | ↳ Astenuti (% su iscritti) | 23 925                  | 33,83                   |
|                            |                                                 |                            |                         |                         |
|                            | Esito: collegio a Conservatore (nuovo collegio) |                            |                         |                         |